# Seleuș (okręg Arad)
Seleuș – wieś w Rumunii, w okręgu Arad, w gminie Seleuș. W 2011 roku liczyła 1867 mieszkańców. 